# Purvis
Purvis is een plaats (city) in de Amerikaanse staat Mississippi, en valt bestuurlijk gezien onder Lamar County.

## Demografie
Bij de volkstelling in 2000 werd het aantal inwoners vastgesteld op 2164.
In 2006 is het aantal inwoners door het United States Census Bureau geschat op 2531, een stijging van 367 (17,0%).

## Geografie
Volgens het United States Census Bureau beslaat de plaats een oppervlakte van
10,2 km², geheel bestaande uit land. Purvis ligt op ongeveer 118 m boven zeeniveau.

## Plaatsen in de nabije omgeving
De onderstaande figuur toont nabijgelegen plaatsen in een straal van 36 km rond Purvis.

## Geboren
- Lacey Chabert (1982), actrice